# خوانبي لوبيز
خوانبي لوبيز (بالإسبانية: Juanpe)‏ (6 مارس 1990 بميورقة في إسبانيا - ) هو لاعب كرة قدم إسباني في مركز الهجوم. لعب مع أتليتيكو بالياريس ونادي كونستانسيا ونادي الزيرا ‏ وتاتران بريشوف ‏ وMFK Zemplín Michalovce ‏ وReal Balompédica Linense ‏.

## وصلات خارجية
- خوانبي لوبيز على موقع قاعدة بيانات كرة القدم.إي يو (الإنجليزية)
- خوانبي لوبيز على موقع Soccerway.com (الإنجليزية)
- خوانبي لوبيز على موقع AS.com (الإسبانية)